# Leon Schreiber
Leon Amos Schreiber, né le 11 septembre 1988, est un écrivain et homme politique sud-africain qui est actuellement ministre de l'Intérieur depuis le 3 juillet 2024. Membre de l’ Alliance démocratique (DA), il est membre de l’ Assemblée nationale d’Afrique du Sud depuis mai 2019.
Avant sa nomination au cabinet, il a servi dans le Cabinet fantôme de l'opposition officielle (Afrique du Sud) (en) en tant que   Ministre de la Fonction publique et de l'Administration (en) pendant la sixième législature de mai 2019 à juin 2024. À ce titre, il s’est fait connaître grâce à sa campagne contre le déploiement de cadres de l'ANC au sein du gouvernement national. Il est également un éminent défenseur des droits linguistiques (en) afrikaans à l'Université de Stellenbosch.

## Biographie
Né le 11 septembre 1988 à Piketberg, Schreiber a grandi à Kleinzee, une petite ville du Municipalité du district de Namakwa (en), dans la province du Cap-Nord.
Il s'est inscrit en 2006 au Paul Roos Gymnasium de Stellenbosch. Il a ensuite fréquenté l'Université de Stellenbosch, où il a obtenu une licence en études internationales en 2009, une licence en sciences politiques en 2010 et une maîtrise en sciences politiques en 2011 .

## Carrière dans la recherche
En 2015, il a obtenu un doctorat en sciences politiques à l'Université libre de Berlin. Sa thèse portait sur les institutions de protection sociale en Afrique du Sud et au Brésil. La même année, il a été finaliste du concours mondial d'essais du Symposium de Saint-Gall pour un essai sur les garanties de revenu de base.
Entre 2015 et 2019, Schreiber a été rattaché à l'Université de Princeton, où il était spécialiste principal de recherche dans le cadre du programme Des innovations pour des sociétés prospères (en). Ses intérêts de recherche comprenaient la politique sociale, la politique sud-africaine, l’économie politique du développement et, en particulier, le renforcement des institutions dans les pays à revenu faible et intermédiaire. Il a déclaré plus tard que sa carrière politique s’est développée à partir de sa reconnaissance, à travers ses recherches, de l’importance d’un leadership politique éthique pour assurer une bonne gouvernance.
Au cours de cette période, Schreiber a été nommé l'un des Mail & Guardian 200 jeunes Sud-Africains (en) par le Mail & Guardian en 2017 . En 2018, il a publié Coalition Country: South Africa After the ANC, qui prédisait que le Congrès national africain (ANC) perdrait sa majorité électorale,.

## Carrière politique

### Parlementaire: 2019–2024
Lors des élections générales de mai 2019, Schreiber s'est présenté comme candidat pour l'Alliance démocratique (DA), un parti d'opposition. Classé huitième sur la liste régionale du parti dans la Cap-Occidental (circonscription de l'Assemblée nationale d'Afrique du Sud) (en), il a été élu à un siège à l'Assemblée nationale, la chambre basse du Parlement sud-africain. Le 5 juin, il a également été nommé ministre au Cabinet fantôme de l'opposition officielle (Afrique du Sud) (en) du Ministre de la Fonction publique et de l'Administration (en) dans le Cabinet fantôme de Mmusi Maimane (en) du chef de la DA, Mmusi Maimane,. Il a conservé ce poste tout au long du 27e Parlement sud-africain (en), obtenant une nouvelle nomination dans le Cabinet fantôme de John Steenhuisen (en) du successeur de Maimane, John Steenhuisen, en 2020. Le Mail & Guardian a déclaré qu'il était considéré comme « l'un des membres les plus efficaces » du cabinet fantôme du DA.
Dans son portefeuille de cabinet fantôme, Schreiber a représenté le DA au sein du Comité du portefeuille sur la fonction publique et l'administration. Il a également été nommé du Comité d'enquête sur l'article 194 (en) sur la destitution de Busisiwe Mkhwebane (en) en tant que protecteur public. De plus, en décembre 2021, il a été nommé l'un des 12 whips de la DA, et le 21 avril 2023, il a été nommé conseiller en stratégie et communication du chef de la DA, Steenhuisen

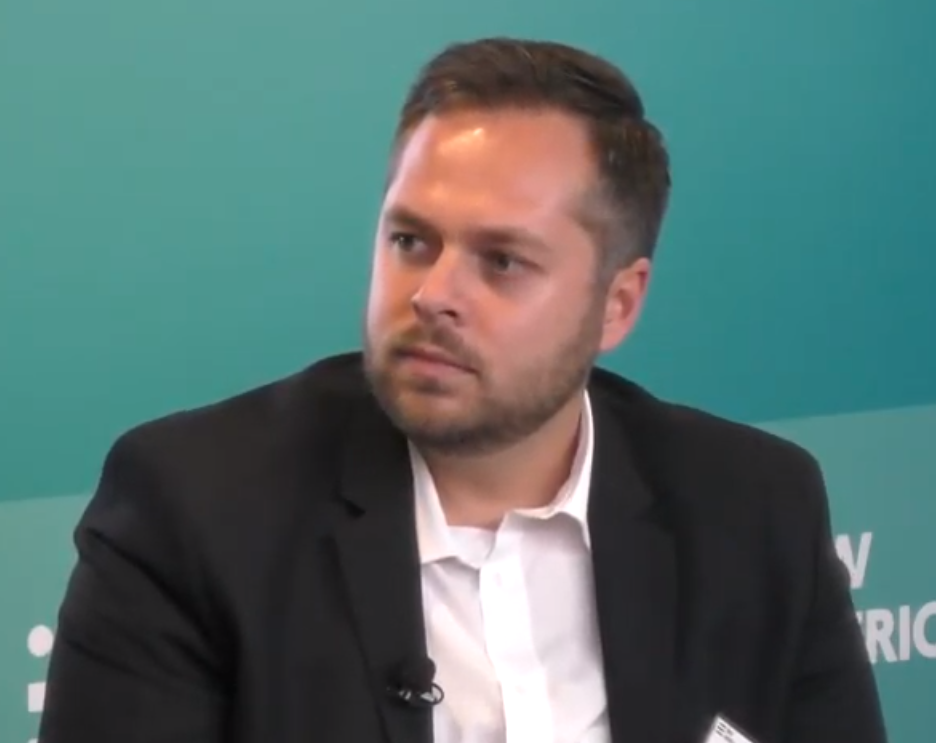
Schreiber lors d'un séminaire de Nouvelle Amérique (organisation) en mai 2017

#### Déploiement des cadres
En tant que ministre fantôme de la Fonction publique et de l’Administration, Schreiber était surtout connu pour ses attaques contre la politique de déploiement des cadres du parti au pouvoir, l’ANC. En février 2021, il a déposé un Projet de loi d'initiative parlementaire (en), le projet de loi portant modification générale des lois sur l'administration publique, que le DA a surnommé le projet de loi sur le déploiement final des cadres. Introduit par Schreiber lors du débat sur le discours sur l'état de la nation (en), il comprenait plusieurs mesures visant à renforcer la méritocratie dans la fonction publique, notamment des interdictions pénales contre l'ingérence politique dans les nominations non politiques, des interdictions d'occuper des fonctions politiques tout en étant employé dans la fonction publique et des protections accrues pour l'indépendance de la Commission de la fonction publique. En septembre 2023, le projet de loi a été rejeté à l’Assemblée nationale par 201 voix contre 123, malgré le soutien de plusieurs autres partis d’opposition. L'ANC a approuvé la conclusion du Comité du portefeuille sur la fonction publique selon laquelle le projet de loi était en conflit avec les initiatives politiques existantes sur la professionnalisation de la fonction publique,.
Entre-temps, en janvier 2022, la Commission Zondo (en) a publié les procès-verbaux des réunions du comité interne de déploiement des cadres de l’ANC. Lors d'un point de presse le 12 janvier 2022, Schreiber a annoncé que le DA déposerait des plaintes officielles auprès de la Commission de la fonction publique, au motif que les procès-verbaux révélaient une ingérence politique dans les nominations publiques,. Schreiber a déclaré que, sur la base de l'analyse des procès-verbaux par le DA, le déploiement des cadres s'était poursuivi « sans relâche » sous le président en exercice, Cyril Ramaphosa.
Schreiber a également dirigé la campagne du DA pour obtenir l'accès à d'autres documents du comité de déploiement des cadres de l'ANC. Après une longue bataille judiciaire, le DA a reçu les dossiers en février 2024 conformément à une ordonnance de la Cour constitutionnelle dans l'affaire ANC contre Schreiber . Schreiber a félicité son parti d'avoir « percé le voile des secrets des cadres de l'ANC », affirmant que « l'ANC a été contraint de plier le genou devant la DA ». Cependant, plus tard le même mois, la Division du Gauteng de la Haute Cour d'Afrique du Sud (en) a rejeté une demande connexe de la DA visant à faire déclarer inconstitutionnelle la politique de déploiement des cadres de l'ANC.

#### Université de Stellenbosch
La circonscription électorale de Schreiber était Stellenbosch, et, pendant la législature, il était un militant de premier plan dans le cadre du débat en cours sur la politique linguistique de l'Université de Stellenbosch. En octobre 2019, il a démissionné du Forum institutionnel de l'université pour protester contre sa politique linguistique de 2016, qui préférait l'anglais à l'afrikaans comme Moyen d'enseignement (en) ; Schreiber a déclaré qu'il ne « serait pas complice de la prise de contrôle de notre société » et de la suppression des langues autochtones. En novembre 2020, il a promis une « campagne sans précédent » pour lutter pour l'annulation de la politique linguistique, et en mars 2021, il a lancé une pétition publique dans cette veine, appelant à la protection des Droits linguistiques (en) « contre les attaques persistantes de la direction de l'université »,. Il a accusé l'administration de l'université, sous la direction du recteur Wim de Villiers (en), d'être « anti-afrikaans ».
Début 2021 également, Schreiber a conduit le DA à déposer une plainte contre l'Université de Stellenbosch auprès de la Commission sud-africaine des droits de l'homme (SAHRC), alléguant qu'il s'agissait d'une violation des droits pour les résidences de l'université d'instaurer des règles interdisant les conversations en afrikaans dans certains espaces communs. La SAHRC a statué contre l'université en mars 2023. La plainte déposée auprès de la SAHRC a suscité un vaste débat public, les critiques de Schreiber l'accusant de « faire de la politique bon marché », de tenir une rhétorique inutilement polarisante, de recourir à des sifflets racistes, et de renforcer une fausse dichotomie entre l'antiracisme et la promotion de l'afrikaans.

### Ministre de l'Intérieur: 2024 à aujourd'hui
Schreiber a été réélu à son siège à l'Assemblée nationale lors des élections générales de mai 2024, classé 16e sur la liste nationale du parti DA. Le 30 juin, conformément à un accord de coalition entre la DA et l'ANC, le président Ramaphosa a annoncé qu'il serait nommé au sein du cabinet au poste de ministre de l'Intérieur,,. Njabulo Nzuza, (en) de l'ANC, a été nommé comme son adjoint. Au lendemain de l'annonce de la composition du cabinet, de fausses informations ont circulé selon lesquelles Schreiber serait né au Zimbabwe, à la suite de la diffusion sur les réseaux sociaux d'un article Wikipédia vandalisé à son sujet.
Après avoir prêté serment en tant que ministre le 3 juillet 2024 , Schreiber a déclaré que sa priorité initiale au sein du ministère de l'Intérieur serait de « remettre les bases en ordre », de réduire les arriérés grâce à des interventions technologiques et à des réformes des processus opérationnels. Il a également exprimé son soutien à l'amélioration de l'accès aux visas pour l' Immigration en Afrique du Sud (en) qualifiés, ainsi qu'à une approche de « tolérance zéro » à l'égard de la corruption en Afrique du Sud (en).

## Publications
- (en) Schreiber, « Institutions and Policy Change: The Development of the Child Support Grant in South Africa », Politikon, vol. 41, no 2,‎ 2014, p. 267–288 (ISSN 0258-9346, DOI 10.1080/02589346.2014.905258, lire en ligne );
- (en) Leon Schreiber, Coalition Country: South Africa After the ANC, NB Publishers Limited, 2018 (ISBN 978-0-624-08394-8, lire en ligne).